# Bonorva
Bonorva (sardinski: Bonòlva) je grad i općina (comune) u pokrajini Sassariju u regiji Sardiniji, Italija. Nalazi se na nadmorskoj visini od 508 metara i ima 3 432 stanovnika.
 Prostire se na 149,75 km2. Gustoća naseljenosti je 23 st/km2.
Susjedne općine su: Bolotana, Bono, Bottidda, Cossoine, Giave, Illorai, Ittireddu, Macomer, Mores, Nughedu San Nicolò, Semestene i Torralba.